# تجربة ميلر-يوري

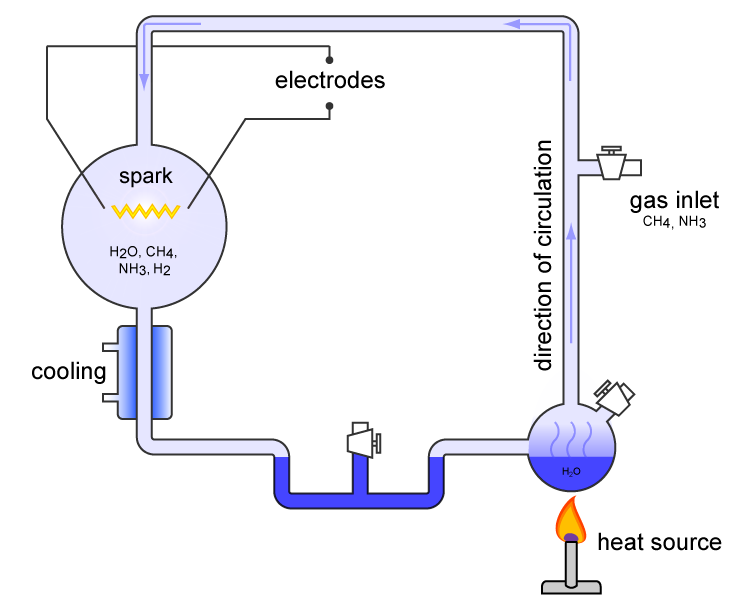
التجربة

تجربة ميلر-يوري (أو يوري-ميلر) هي إحدى التجارب التي تحاكي الشروط الافتراضية التي وجدت على الأرض المبكرة ويتم فحصها للتحقق من حصول التطور الكيميائي . تحاول الفرضية بشكل أساسي اختبار فرضية اوبارين وهولدين بأن شروط الأرض البدئية هي التي اعطت الأفضلية للتفاعلات الكيميائية التي أدت لتخليق المركبات العضوية من السوابق اللاعضوية. تعتبر هذه التجربة إحدى التجارب الكلاسيكية الأساسية في دراسة أصل الحياة، أجريت في عام 1953 من قبل ميلر ويوري في جامعة شيكاغو.

## التجربة
استخدمت التجربة الماء والميثان والأمونيا والهيدروجين؛ ثم وُضعوا داخل قارورة زجاجية معقمة ومغلقة بإحكام سعتها 5 لتر، ومتصلة بقارورة أخرى سعتها 500 مل نصف مليئة بالماء. سُخن الماء في القارورة الأصغر حتى التبخر، وأتيح المجال لبخار الماء ليدخل القارورة الأكبر. أُطلقت شرارات كهربائية مستمرة بين الأقطاب الكهربائية لتوليد شرارة ضوئية في بخار الماء والمزيج الغازي. يتم بعد ذلك تبريد الجو المحيط مرة أخرى حتى يتكثف الماء ويتجمع في أنبوبة في الجزء السفلي من الجهاز لها شكل U.
بعد يوم، تحول المحلول المتجمع في الأنبوبة الموجودة في الجزء السفلي من الجهاز إلى اللون الرمادي. في نهاية أسبوع واحد من التشغيل المستمر، أزيلت القارورة الزجاجية المعرضة للتسخين وأُضيف كلوريد الزئبق لمنع التلوث الميكروبي، وتم إيقاف التفاعل بإضافة هيدروكسيد الباريوم وحمض الكبريتيك وتم تبخيره لإزالة الشوائب.
باستخدام كروماتوجرافيا الورق (الوصف اللوني)، حدد ميلر خمسة أحماض أمينية موجودة في المحلول:حيث وجد بشكل واضح الجلايسين وألانين والبيتا-ألانين، ووجد أيضًا حمض الأسبارتيك وحمض الألفا أمينوبيوتريك بشكل أقل وضوحًا نظرًا لأن البقع الدالة عليهم كانت باهتة بعض الشيء.
في مقابلة عام 1996، استرجع ستانلي ميلر تجاربه التي أجراها على طول حياته بعد عمله الأصلي وقال: مجرد تشغيل الشرارة الكهربائية في تجربة قبل حيوية ستنتج 11 من أصل 20 من الأحماض الأمينية.

## التجارب الأخرى
ألهمت التجربة الكثير من الآخرين؛ حيث في عام 1961، وجد جوان أورو أن الأدينين قاعدة النيوكليوتيد يمكن تكوينها من سيانيد الهيدروجين والأمونيا في محلول مائي. أنتجت تجربته كمية كبيرة من الأدينين التي تشكلت جزيئاتها من 5 جزيئات من سيانيد الهيدروجين، كما يمكن أن يتكون العديد من الأحماض الأمينية من سيانيد الهيدروجين والأمونيا تحت هذه الظروف.

## الغلاف الجوي المبكر للأرض
تشير بعض الأدلة إلى أن الغلاف الجوي الأصلي للأرض ربما كان يحتوي على عدد من جزيئات الاختزال أقل مما كان يُعتقد في تجربة ميلر-أوري. هناك أدلة كثيرة على حدوث ثوران بركاني كبير قبل 4 مليارات سنة، والتي كانت ستطلق ثاني أكسيد الكربون والنيتروجين وكبريتيد الهيدروجين وثاني أكسيد الكبريت في الغلاف الجوي.
أنتجت التجارب التي استخدمت هذه الغازات بالإضافة إلى تلك الموجودة في تجربة ميلر الأصلية جزيئات أكثر تنوعًا؛ وأوجدت التجربة خليطًا يحتوي على كل من المصاوغ المرآتي L و D، ومنذ ذلك الحين أظهرت التجارب أنه من المحتمل أن تظهر النسختان في المختبر على حد سواء؛ ومع ذلك، فإن الأحماض الأمينية L هي الأحماض السائدة في الطبيعة.
في الأصل كان يُعتقد أن الغلاف الجوي الثانوي البدائي يحتوي معظمه على الأمونيا والميثان. ومع ذلك، فمن المحتمل أن يكون معظم الكربون الموجود في الغلاف الجوي هو ثاني أكسيد الكربون مع بعضًا من أول أكسيد الكربون والنيتروجين. في الممارسات العلمية، يُعطي خليط الغاز المحتوي على النيتروجين وأول أكسيد الكربون وثاني أكسيد الكربون وغيرهم نفس المنتجات التي تحتوي على الأمونيا والميثان طالما لا يوجد أكسجين. كما تأتي ذرات الهيدروجين غالبًا من بخار الماء. في الواقع، من أجل توليد أحماض أمينية عطرية تحت ظروف الأرض البدائية، كان من الضروري استخدام مخاليط غازية تحتوي على غازات هيدروجين أقل. كما تم إنتاج معظم الأحماض الأمينية الطبيعية وأحماض الهيدروكسي والبيورينات والبيريميدينات وسكريات في أشكال مختلفة لتجربة ميلر.
أجرت جامعة واترلو وجامعة كولورادو عمليات محاكاة في عام 2005 أشارت إلى أن الغلاف الجوي المبكر للأرض كان يمكن أن يحتوي على ما يصل إلى 40 في المائة من الهيدروجين - مما يعني وجود بيئة مضيافة أكثر بكثير لتكوين جزيئات عضوية سابقة للتكوين. قد يكون هروب الهيدروجين من الغلاف الجوي للأرض إلى الفضاء قد حدث بنسبة واحد في المائة فقط من المعدل الذي كان يُعتقد سابقًا على أساس تلك التقديرات المراجعة لدرجة حرارة الغلاف الجوي العلوي. على عكس المفهوم العام للغلاف الجوي المبكر للأرض، أبلغ باحثون بمعهد رينسيلر للفنون التطبيقية في نيويورك عن إمكانية توفر الأكسجين قبل حوالي 4.3 مليار سنة. أشارت الدراسة التي أجروها في عام 2011 حول تقييم زركون العصر الجهنمي من باطن الأرض إلى وجود آثار للأكسجين مماثلة للحمم الحديثة. تشير هذه الدراسة إلى أن الأكسجين يمكن أن يكون قد أُطلق في جو الأرض في وقت مبكر عما كان يعتقد عمومًا.